# Verbul în limba maghiară
Acest articol se limitează la partea din morfologia limbii maghiare referitoare la verb, tratând în viziunea gramaticii tradiționale morfemele care exprimă diatezele, modurile, formele nominale și timpurile verbale, precum și valorile acestora.

## Rădăcina verbului
Rădăcina majorității verbelor este identică cu forma de la diateza activă a indicativului prezent, persoana a III-a singular, desinența acesteia fiind ∅. Aceasta este forma de bază a verbului, cea care se găsește în dicționare. De exemplu, vár se traduce prin „așteaptă”, dar în dicționarele bilingve prin „a aștepta”. În acest articol, toate verbele la forma de bază sunt traduse prin forma de indicativ prezent, persoana a III-a singular.
Unele verbe însă au la această formă desinența -ik: alszik „doarme”, törik „se sparge”, eszik „mănâncă”, iszik „bea” etc. Acestea prezintă unele particularități în conjugare .

## Diateze
Clasificarea verbelor în categorii mai mult sau puțin corespunzătoare cu diatezele din gramaticile altor limbi nu este unitară în gramaticile limbii maghiare. Unii lingviști care se ocupă de limba maghiară nu folosesc termenul „diateză”, ci numai grupează verbele în active, pasive, reflexive, factitive și potențiale. În schimb alții îl folosesc și unii dintre ei stabilesc și subclase ale acestora. De exeplu József Bokor clasează verbele în diatezele activă, medie și pasivă, verbele active le subîmparte în active propriu-zise, factitive, reciproce și reflexive, iar pe cele medii în medii propriu-zise, medio-active și medio-pasive.

### Diateza activă
Verbul activ propriu-zis nu are vreun morfem specific, ci doar exprimă faptul că subiectul său efectuează el însuși acțiunea exprimată de verb. Poate fi constituit numai dintr-o rădăcină (de exemplu lép „pășește”), poate fi format prin derivare cu un sufix lexical (járkál „umblă de colo-colo”) sau/și să aibă un prefix (kirohan „se năpustește afară”).
Verbul factitiv exprimă faptul că subiectul persoană pune altă persoană să efectueze acțiunea. Din punct de vedere sintactic, agentul efectiv poate fi exprimat printr-un complement cu sufixul -val/-vel, care are sensul primordial „cu” (Jolánnal fésültette a haját „O punea pe Jolán să-i pieptene părul”) sau obiect: Jolánt olvastatta egész órán „A pus-o pe Jolán să citească în tot timpul orei de curs”. Morfemul acestor verbe este specific acestora, fiind unul din sufixele -tat/-tet (exemplele precedente) sau -at/-et: írat „pune (pe cineva) să scrie”, küldet „pune (pe cineva) să trimită”.
Verbul reflexiv exprimă faptul că acțiunea pornită de la subiect se răsfrânge asupra lui însuși. Are sufixe specifice adăugate la verbe active propriu-zise, în sensul că verbe reflexive se pot forma numai cu acestea, dar aceleași sufixe pot forma și alte tipuri de verbe:
- -kodik/-kedik/-ködik: mosakodik „se spală”, fésülködik „se piaptănă”;
- -kozik/-kezik/-közik: borotválkozik „se bărbierește”, törülközik „se șterge”;
- -ózik/-őzik: nyujtózik „se întinde”, rejtőzik „se ascunde”[7].

Numai verbele formate astfel sunt considerate reflexive, dar raportul care se exprimă cu verbe reflexive se exprimă și cu verbe active propriu-zise având ca obiect pronumele reflexiv, dacă nu există un verb reflexiv corespunzător (exemple feláldozza magát „se sacrifică”). Uneori sunt posibile două construcții cu același verb, anume atunci când se exprimă nuanțe de sens diferite: A diák felkészültnek mutatkozott „Se vedea că studentul era pregătit” vs. A diák felkészültnek mutatta magát „Studentul voia să pară pregătit”, ambele cu traducerea literală „Studentul se arăta pregătit”.
Verbul reciproc exprimă faptul că acțiunea pornește de la subiect și se răsfrânge asupra lui însuși, precum și asupra altcuiva în același timp. Acesta din urmă este exprimat printr-un complement cu sufixul -val/-vel (Péter sakkozik a fiával „Péter joacă șah cu fiul său”) sau este membru de subiect multiplu: Apa és fia tegeződnek egymással „Tatăl și fiul se tutuiesc”. Verbul reciproc poate avea un sufix propriu verbului reflexiv [barátkozik „este prieten(ă)” (cu cineva)] sau unul întâlnit la verbele medii (kibékül „se împacă”), existând și unele verbe reciproce rădăcini, de exemplu küzd „luptă” (cu cineva).

### Diateza pasivă
Există două sufixe specifice pentru pasiv, -atik/-etik și -tatik/-tetik, dar astăzi sunt arhaice și rare, subzistând doar în unele construcții, de obicei fără agent: Megadatott neki, hogy még egyszer lássa a tengert „I-a fost dat să mai vadă o dată marea”. Și mai rar se întâlnește verbul pasiv cu agent exprimat. Acesta este un complement cu postpoziția által: A vers a költő által olvastatik fel „Poezia este citită de poet”.
Fără să se considere că este vorba de diateza pasivă, în limba actuală există și perifraze verbale care exprimă pasivul, de exemplu una analogă cu cea din română, formată din verbul corespunzător lui „a fi” și gerunziul verbului cu sens lexical plin, care are în maghiară și valoarea participiului românesc: A levél meg van írva „Scrisoarea este scrisă”. Și această contrucție este relativ rară și folosită fără agent exprimat.

### Diateza medie
Unele gramatici, mai ales relativ vechi, nu iau în seamă o diateză medie, ci consideră ca fiind unele reflexive, altele active verbele pe care alții le includ în aceasta.
Diateza medie se situează între cea activă și cea pasivă. Verbul mediu propriu-zis exprimă faptul că ceea ce se întâmplă cu subiectul, starea sa, schimbarea stării sale, capabilitatea sa nu depind de voința, de intenția, de participarea sa, ci sunt rezultatul unei influențe externe sau interne subiectului. Din această categorie fac parte toate verbele care nu pot avea subiect (alkonyodik „se înserează”, sötétedik „se întunecă”, tavaszodik „se face primăvară”, villámlik „fulgeră” etc.), cele care exprimă existența sau non-existența (van „este”, lesz „va fi”, nincs „nu este”) și altele, precum fő „fierbe” (intranzitiv), nő „crește” (intranzitiv), esik „cade” etc.
Pe lângă verbele medii propriu-zise mai sunt și unele apropiate de cele active, numite medio-active, care exprimă activitatea obișnuită a unui subiect animat, parte de animat sau inanimat: álmodik „visează”, a szív dobog „inima bate”, az óra ketyeg „ceasul ticăie”. Altele sunt apropiate de cele pasive (medio-pasive), exprimând ceea ce se întâmplă cu subiectul sub influența unui factor extern neexprimat sau exprimat cu un complement: a ruha bolyhozódik (a mosástól) „rochia se scămoșează (din cauza spălatului)”, az ajtó (a szélben) becsukódik „ușa se închide (din cauza vântului)”.
Pe lângă verbe medii rădăcini (fő, nő etc.) sunt și verbe derivate cu sufixe specifice acestei diateze, dar numai din adjective și substantive [-ul/-ül, -sul/-sül, -od(ik)/-ed(ik)/-öd(ik), -sod(ik)/-sed(ik)/-söd(ik)]: némul „amuțește”, állandósul „devine permanent”, álmodik „visează”, gömbölyödik „devine rotund”. Sunt și verbe medii care au sufixul -ik, fără ca acesta să le fie specific, deoarece se găsește și la verbe active. Un asemenea verb este esik „cade”.

## Verbul potențial
În afara diatezelor, gramaticile limbii maghiare mai iau în seamă o categorie, cea a verbelor potențiale, care exprimă potențialitatea ca modalitate prin sufixul -hat/-het, aplicabil verbelor de orice diateză.
Acest tip de verb corespunde în primul rând construcției românești cu verbul „a putea” cu sensul „a-i fi permis” sau „a avea posibilitatea” + verb la conjunctiv sau la infinitiv: Még várhatok „Mai pot să aștept”, Nem engedhetlek elmenni „Nu te pot lăsa să pleci”.
Verbul potențial mai poate exprima și probabilitatea sau verosimilitatea, corespunzând verbului românesc la modul prezumtiv: Eshetett tegnap „O fi plouat ieri”.
Când sufixul de potențial are sensul „a avea posibilitatea”, el poate fi înlocuit cu verbul tud având acest sens + infinitiv: Nem mehettem be a kórházba sau Nem tudtam bemenni a kórházba „N-am putut intra în spital”.

## Conjugarea definită și conjugarea nedefinită
Verbele tranzitive au două conjugări: una numită „definită” și una numită „nedefinită”.

### Conjugarea definită
Această conjugare se folosește atunci când verbul are un obiect determinat în mod definit, adică atunci când acesta este exprimat prin:
- un substantiv:
  - propriu nearticulat din unele categorii (nume de persoane, de țări, de localități): Ismeri Magyarországot „Cunoaște Ungaria”;
  - articulat cu articol hotărât: Várom a buszt „Aștept autobuzul”;
  - precedat de un adjectiv demonstrativ: Ezt a könyvet olvasom „Cartea asta o citesc”;
  - prevăzut cu sufix posesiv pentru obiectul posedat: Láttuk apádat az utcán „L-am văzut pe tatăl tău pe stradă”;
- un pronume:
  - pronume personal de persoana a treia: Őt szeretem „Pe el/ea îl/o iubesc”;
  - pronumele reflexiv maga: Szépíti magát „Se face frumos(oasă)”;
  - pronumele reciproc egymás: Ismerik egymást „Se cunosc”;
  - pronume posesiv: Az én tollam nem ír, add ide a tiédet „Stiloul meu nu scrie, dă-mi-l pe al tău”;
  - pronumele interogative melyik? „care?”, hányadik? „al câtelea/a câta?”: Több tollam van; melyiket akarod? „Am mai multe stilouri; pe care îl vrei?”;
  - pronumele relativ amelyik: Add azt, amelyiket ritkábban használod „Dă-mi-l pe cel pe care îl folosești mai rar”;
  - pronumele nehotărâte az egyik „unul/una”, a másik „celălalt/cealaltă”, a többi „ceilalți, celelalte”, valamelyik „careva”, akármelyik (sinonim bármelyik) „oricare”, semelyik „niciunul/niciuna”, mindegyik „fiecare”, az egész „tot, toată”, mind (sinonim valamennyi) „toți, toate”, sau un substantiv precedat de adjectivele nehotărâte corespunzătoare: Valamennyi könyvet elolvasta „A citit toate cărțile”, Mindet / Valamennyit elolvasta „Le-a citit pe toate” ; Az egész tortát megette „A mâncat tot tortul”, Az egészet megette „L-a mâncat tot”;
- un numeral ordinal sau un substantiv precedat de acesta: Az első lemezt meghallgatta, a másodikat kidobta „A ascultat primul disc, iar pe al doilea l-a aruncat”;
- un verb la modul infinitiv care are la rândul său un obiect definit: Meg akarom érteni a magyar nyelvtant „Vreau să înțeleg gramatica limbii maghiare”.

Tot conjugarea definită se aplică atunci când verbul subordonează o propoziție obiectivă (Tudom, mit érzel „Știu ce simți”), ori când este vorba de verbele mond „spune” sau kérdez „întreabă” folosite într-o propoziție incidentă: Esik az eső – mondta János „Plouă – zise János”, Esik az eső? – kérdezte János „Plouă? – întrebă János”.
Dacă obiectul este un pronume personal de persoana a doua, iar verbul este de persoana întâi singular, se folosește o formă specifică a conjugării definite, marcată prin sufixul -lak/-lek: Téged szeretlek. „Pe tine te iubesc”, Titeket kedveltelek elejétől fogva „Pe voi v-am simpatizat de la bun început”.
Desinențele la conjugarea definită anticipează sau reiau obiectul verbului la fel ca pronumele personale în acuzativ din română: Őt szeretem „Pe el/ea îl/o iubesc”, Több tollam van; melyiket akarod? „Am mai multe stilouri; pe care îl vrei?”

### Conjugarea nedefinită
Această conjugare se aplică atunci când verbul nu are obiect exprimat sau subînțeles, are obiect nedeterminat, ori are obiect determinat în mod nedefinit. Acesta poate fi:
- un substantiv:
  - nearticulat: Kér bort? „Doriți vin?”;
  - articulat cu articol nehotărât: Adj egy tollat! „Dă-mi un stilou!”;
- un pronume:
  - pronumele demonstrative ilyen „ca ace(a)sta, aceștia/acestea”, olyan „ca acela/aceea, aceia/acelea”, ugyanilyen „la fel ca ace(a)sta”, ugyanolyan „la fel ca acela/aceea”, ennyi / annyi „atât”, ekkora / akkora „atât de mare”, sau un substantiv precedat de adjectivele demonstrative corespunzătoare: Ilyen ceruzát kérek „Doresc un creion ca acesta”, Ilyet kérek „Doresc unul ca acesta”;
  - pronumele relative aki „care”, ami „care”, amely „care”, amilyen „cum”, ahány „cât(ă), câți/câte”, amennyi „cât(ă)”, amekkora „cât de mare”: Az a lány, akit várok, svéd „Fata pe care o aștept e suedeză”;
  - pronumele interogative ki? „cine?”, mi? „ce?”, milyen? „ce (fel de)”, hány? „cât(ă), câți/câte?”, mennyi? „cât(ă)?”, mekkora? „cât de mare?”, sau un substantiv precedat de acelea dintre aceste pronume care pot fi și adjective: Hányat akarsz? „Câte vrei?”;
  - pronumele nehotărâte valami „ceva”, akármi (sinonim bármi) „orice”, semmi „nimic”, minden „totul”, valaki „cineva”, akárki (sinonim bárki) „oricine”, senki „nimeni”, mindenki „toți, toate”, valamilyen „vreun, vreo”, akármilyen (sinonim bármilyen) „de orice fel”, semmilyen „de niciun fel”, valamennyi „cât(ă)va”, akármennyi (sinonim bármennyi) „oricât(ă)”, semennyi „nicicât”, egy másik „altul, alta”, más „altceva”, mások „alții, altele”, sau un substantiv precedat de acelea dintre aceste pronume care pot fi și adjective: Vehetsz bármilyen kenyeret „Poți cumpăra orice fel de pâine”, Bármilyet vehetsz „Poți cumpăra de orice fel”;
- un numeral cardinal sau nehotărât, ori un substantiv precedat de un asemenea numeral: Két nyelvet tanultam, de csak egyet beszélek „Am studiat două limbi, dar vorbesc numai una”, Több nyelvet megtanult a börtönben „A învățat mai multe limbi la închisoare”;
- un verb la infinitiv care are obiect nedefinit: Szeretek zenét hallgatni „Îmi place să ascult muzică”.

Conjugarea nedefinită se mai folosește și în cazul verbului szól „a spune” ca predicat al unei propoziții incidente: Esik az eső – szólt János „Plouă – zise János”.
În mod excepțional, conjugarea nedefinită se folosește și în cazul a două tipuri de complemente definite:
- pronumele personale de persoana întâi: Engem vár „Pe mine mă așteaptă”;
- pronumele personal de persoana a doua, dacă verbul este la altă persoană decât întâi: Téged kedvel „Pe tine te simpatizează”.

Dacă un verb are mai multe obiecte, dintre care unele sunt definite, iar altele nedefinite, se alege conjugarea cerută de ultimul obiect: A férjem csak a kedvenc lemezeit és egy számítógépet vitt magával „Soțul meu și-a luat cu sine numai discurile preferate și un calculator”. În această frază, ultimul obiect este egy számítógépet, nedefinit, prin urmare verbul vitt este la conjugarea nedefinită.

## Moduri, forme nominale și timpuri
Gramaticile limbii maghiare iau în seamă modurile indicativ (cu timpurile prezent, trecut și viitor), condițional (prezent și trecut) și imperativ, precum și ceea ce numesc forme nominale ale verbului: infinitivul, participiul (prezent, trecut și viitor) și gerunziul.

### Modul indicativ

#### Prezent
Desinențele la acest timp sunt:
| Număr    | Persoană | Conjugare nedefinită | Conjugare nedefinită | Conjugare definită |
| Număr    | Persoană | fără -ik             | cu -ik               | Conjugare definită |
| -------- | -------- | -------------------- | -------------------- | ------------------ |
| Singular | I        | -k                   | -m                   | -m                 |
| Singular | II       | -sz sau -l           | -sz sau -l           | -d                 |
| Singular | III      | ∅                    | -ik                  | -ja sau -i         |
| Plural   | I        | -nk                  | -nk                  | -juk sau -jük      |
| Plural   | II       | -tok, -tek sau -tök  | -tok, -tek sau -tök  | -játok sau -itek   |
| Plural   | III      | -nak sau -nek        | -nak sau -nek        | -ják sau -ik       |

Variantele de desinențe care conțin vocale rezultă din necesitatea de a respecta armonia cu vocalele din rădăcină.
Rădăcinile cu final consonantic pot atrage după sine folosirea unei vocale de legătură, aleasă tot în funcție de regulile armoniei vocalice. Aceste vocale (în roșu) sunt redate în tabelul de mai jos, cu ajutorul unor exemple.
| Număr    | Persoană | Conjugare nedefinită                              | Conjugare nedefinită                               | Conjugare definită   |
| Număr    | Persoană | fără -ik                                          | cu -ik                                             | Conjugare definită   |
| -------- | -------- | ------------------------------------------------- | -------------------------------------------------- | -------------------- |
| Singular | I        | várok „aștept” szeretek „iubesc” öntök „torn”     | alszom „dorm” eszem „mănânc” öltözöm „mă îmbrac”   | várom szeretem öntöm |
| Singular | II       | vársz mondasz „spui” öntesz                       | álmodsz „visezi” ugrasz „sari” fürdesz „te scalzi” | várod hiszed öntöd   |
| Singular | II       | mosol „speli” hiszel „crezi” főzöl „gătești”      | alszol eszel öltözöl                               | várod hiszed öntöd   |
| Singular | III      | vár                                               | alszik                                             | várja önti           |
| Plural   | I        | várunk öntünk                                     | alszunk eszünk                                     | várjuk öntjük        |
| Plural   | II       | vártok szerettek közöltök „comunicați”            | álmodtok esztek öltöztök                           | várjátok öntitek     |
| Plural   | II       | bontotok „desfaceți” értetek „înțelegeți” öntötök | tetszetek „plăceți”                                | várjátok öntitek     |
| Plural   | III      | várnak szeretnek                                  | isznak „beau” esznek                               | várják szeretik      |
| Plural   | III      | bontanak értenek                                  | alszanak fürdenek                                  | várják szeretik      |

Observații:
1. La persoana a doua singular sunt două desinențe: -l pentru rădăcinile cu consoanele finale s, sz, z sau dz, și -sz pentru celelalte rădăcini.
2. În cazul rădăcinilor care se termină cu s, sz și z, acestea asimilează consoana j de la desinențele conjugării definite: olvassa „îl/o/îi/le citește”, tesszük „îl/o/îi/le punem”, magyarázzátok „îl/o/îi/le explicați”.
3. Nu toate verbele cu -ik au desinența -m la persoana I singular: bújok „mă ascund”, válok „devin”, megjelenek „apar” etc.

#### Trecut
În perioada limbii maghiare vechi (896 – 1526) existau patru forme de trecut. Documentele scrise din acea perioadă, care le atestă, sunt în mare parte traduceri de texte religioase din limba latină. Valorile formelor de trecut s-au diferențiat sub influența acestei limbi, dar numai în linii mari, nefiind atât de clar diferențiate ca în latină. De exemplu verbul lát „a vedea” avea următoarele forme, aproximativ corespunzătoare formelor de trecut din română:
| Formă                     | Traducere | Denumirea în gramatica maghiară   | Corespondentul în gramatica română |
| ------------------------- | --------- | --------------------------------- | ---------------------------------- |
| látá                      | „văzu”    | elbeszélő múlt „trecut narativ”   | perfect simplu                     |
| látott                    | „a văzut” | befejezett múlt „trecut terminat” | perfect compus                     |
| lát vala                  | „vedea”   | folyamatos múlt „trecut continuu” | imperfect                          |
| látott vala / látott volt | „văzuse”  | régmúlt „demult trecut”           | mai mult ca perfect                |

Forma corespunzătoare perfectului compus era cea mai frecventă deja în perioada maghiarei vechi. Mai apoi, celelalte forme s-au folosit din ce în ce mai puțin, pe de o parte din cauza slăbirii treptate a influenței latinei, pe de altă parte datorită dezvoltării ample a sistemului prefixelor verbale.
Formele compuse au ieșit treptat din uz până în secolul al XIX-lea. Limba literară standardizată atunci mai folosea numai cele două forme simple. Cea corespunzătoare perfectului simplu nu mai era folosită în limba vorbită și a fost abandonată și de limba literară spre sfârșitul secolului. Dintre formele vechi mai subzistă numai cea corespunzătoare mai mult ca perfectului și în mai mică măsură cea corespunzătore perfectului simplu, în regiunea dialectală secuiască și în cea din Moldova.
În limba maghiară standard actuală nu mai există decât forma corespunzătoare altădată perfectului compus. Nuanțele pe care le exprimă în română și în alte limbi diferitele timpuri trecute se exprimă în maghiară prin prefixe verbale și prin context.
Trecutul este marcat de consoana t (cu varianta tt) care precede desinențele personale.
| Număr    | Persoană | Conjugare nedefinită | Conjugare definită |
| -------- | -------- | -------------------- | ------------------ |
| Singular | I        | -m                   | -m                 |
| Singular | II       | -l                   | -d                 |
| Singular | III      | ∅                    | -a sau -e          |
| Plural   | I        | -nk                  | -uk sau -ük        |
| Plural   | II       | -tok sau -tek        | -átok sau -étek    |
| Plural   | III      | -k                   | -ák sau -ék        |

Exemple cu vocalele de legătură:
| Număr    | Persoană | Conjugare nedefinită                                           | Conjugare definită                              |
| -------- | -------- | -------------------------------------------------------------- | ----------------------------------------------- |
| Singular | I        | vártam „am așteptat” képzeltem „mi-am imaginat”                | vártam „am așteptat” képzeltem „mi-am imaginat” |
| Singular | II       | vártál képzeltél                                               | vártad képzelted                                |
| Singular | III      | várt dobott „a aruncat” keresett „a căutat” küldött „a trimis” | várta kereste                                   |
| Plural   | I        | vártunk küldtünk                                               | vártuk küldtük                                  |
| Plural   | II       | vártatok küldtetek                                             | vártátok küldtétek                              |
| Plural   | III      | vártak küldtek                                                 | várták küldték                                  |

#### Viitor
Acest timp se formează din indicativul prezent al verbului auxiliar fog și infinitivul verbului cu sens lexical, care poate precede sau urma auxiliarul:
| Număr    | Persoană | Conjugare nedefinită | Conjugare definită                                      |
| -------- | -------- | -------------------- | ------------------------------------------------------- |
| Singular | I        | keresni fogok        | keresni fogom „voi căuta” keresni foglak „te voi căuta” |
| Singular | II       | keresni fogsz        | keresni fogod                                           |
| Singular | III      | keresni fog          | keresni fogja                                           |
| Plural   | I        | keresni fogunk       | keresni fogjuk                                          |
| Plural   | II       | keresni fogtok       | keresni fogjátok                                        |
| Plural   | III      | keresni fognak       | keresni fogják                                          |

Exemple în propoziții: Keresni fog engem az igazgató „Mă va căuta directorul”, Remélem, hogy nem fog keresni engem az igazgató „Sper că nu mă va căuta directorul”.
Cel mai adesea viitorul nu se exprimă cu forma propriu-zisă de viitor, ci cu indicativul prezent asociat cu un adverb de timp care exprimă viitorul: Holnap levelet írok „Mâine scriu o scrisoare”, Jövőre elveszlek feleségül „La anul te iau de soție”.
Și cu indicativul prezent, și cu viitorul se poate folosi adverbul de timp majd „mai târziu, în curând”: Majd írok neked / Majd írni fogok neked „Am să-ți scriu” Majd este obligatoriu, iar auxiliarul fog interzis atunci când verbul este subordonat unui verb modal sau când este prevăzut cu sufixul potențial -hat/-het: Itt lehet majd a házat felépíteni „Aici se va putea construi casa”, A vacsora után majd el kell mosogatni „După cină va trebui să se spele vasele”, Majd látni akarom, mit rajzoltatok „O să vreau să văd ce ați desenat”, Majd szombat este táncolhatsz „Sâmbătă seara vei putea dansa”.

### Modul condițional

#### Prezent
Marca condiționalului prezent este sufixul -na/-ne/-ná/-né, iar desinențele personale la această formă verbală sunt:
| Număr    | Persoană | Conjugare nedefinită | Conjugare definită |
| -------- | -------- | -------------------- | ------------------ |
| Singular | I        | -k                   | -m                 |
| Singular | II       | -l                   | -d                 |
| Singular | III      | ∅                    | ∅                  |
| Plural   | I        | -nk                  | -nk                |
| Plural   | II       | -tok sau -tek        | -tok sau -tek      |
| Plural   | III      | -nak sau -nek        | -k                 |

Exemple cu vocalele de legătură folosite la condițional prezent:
| Număr    | Persoană | Conjugare nedefinită                                                                     | Conjugare definită                         |
| -------- | -------- | ---------------------------------------------------------------------------------------- | ------------------------------------------ |
| Singular | I        | várnék „aș aștepta” mondanék „aș spune” képzelnék „mi-aș închipui” küldenék „aș trimite” | várnám mondanám képzelném küldeném         |
| Singular | II       | várnál mondanál képzelnél küldenél                                                       | várnád mondanád képzelnéd küldenéd         |
| Singular | III      | várna mondana képzelne küldene                                                           | várná mondaná képzelné küldené             |
| Plural   | I        | várnánk mondanánk képzelnénk küldenénk                                                   | várnánk mondanánk képzelnénk küldenénk     |
| Plural   | II       | várnátok mondanátok képzelnétek küldenétek                                               | várnátok mondanátok képzelnétek küldenétek |
| Plural   | III      | várnának mondanának képzelnének küldenének                                               | várnák mondanák képzelnék küldenék         |

Observații:
1. La persoana I singular, conjugarea nedefinită, marca condiționalului nu respectă regula armoniei vocalice, fiind aceeași indiferent de vocalele din rădăcina sau tema verbului.
2. La persoana I și a II-a plural, formele de la conjugarea nedefinită și cea definită sunt identice.
3. Există vocală de legătură numai între rădăcină și marca condiționalului, în general la verbele a căror rădăcină se termină cu două consoane (mond „spune”, küld „trimite”, ugrik „sare”) și la cele terminate cu o vocală lungă urmată de t: tanít „învață (pe cineva)”, segít „ajută”.

#### Trecut
Condiționalul trecut este un timp compus din verbul auxiliar van „este” la condițional prezent (forma invariabilă volna) și indicativul trecut al verbului conjugat:
| Număr    | Persoană | Conjugare nedefinită         | Conjugare definită           |
| -------- | -------- | ---------------------------- | ---------------------------- |
| Singular | I        | olvastam volna „aș fi citit” | olvastam volna „aș fi citit” |
| Singular | II       | olvastál volna               | olvastad volna               |
| Singular | III      | olvasott volna               | olvasta volna                |
| Plural   | I        | olvastunk volna              | olvastuk volna               |
| Plural   | II       | olvastatok volna             | olvastátok volna             |
| Plural   | III      | olvastak volna               | olvasták volna               |

#### Valorile condiționalului
O parte din valorile condiționalului sunt aceleași în maghiară și în română. Acesta poate exprima:
- o acțiune a cărei realizare depinde de o condiție: Ha gazdag lennék, házat vennék „Dacă aș fi bogat(ă), aș cumpăra o casă”;
- condiția de care depinde realizarea unei acțiuni: Ha gazdag lennék, házat vennék;
- dorința: Úgy innék egy sört! „Ce-aș mai bea o bere!”;
- cererea politicoasă: Egy jegyet kérnék „Aș dori un bilet”.

Alte valori se exprimă cu condiționalul în maghiară, dar cu conjunctivul în română:
- Ahelyett, hogy dolgozna, egész nap szórakozik „În loc să lucreze, se distrează toată ziua”;
- Távozott anélkül, hogy elköszönt volna „A plecat fără să-și ia rămas bun”;
- îndoiala: Hogy Mari beteg lett volna? Nem hiszem „Mari să fi fost bolnavă? Nu cred”.

### Modul imperativ
Marca acestui mod este j, iar desinențele personale sunt:
| Număr    | Persoană | Conjugare nedefinită | Conjugare definită |
| -------- | -------- | -------------------- | ------------------ |
| Singular | I        | -k                   | -m                 |
| Singular | II       | -l sau ∅             | -d                 |
| Singular | III      | -n                   | -a sau -e          |
| Plural   | I        | -nk                  | -uk sau -ük        |
| Plural   | II       | -tok sau -tek        | -átok sau -étek    |
| Plural   | III      | -nak sau -nek        | -k                 |

Vocalele de legătură folosite la imperativ (cu roșu):
| Număr    | Persoană | Conjugare nedefinită                   | Conjugare definită |
| -------- | -------- | -------------------------------------- | ------------------ |
| Singular | I        | várjak „să aștept” küldjek „să trimit” | várjam küldjem     |
| Singular | II       | várj(ál) küldj(él)                     | vár(ja)d küld(je)d |
| Singular | III      | várjon küldjön                         | várja küldje       |
| Plural   | I        | várjunk küldjünk                       | várjuk küldjük     |
| Plural   | II       | várjatok küldjetek                     | várjátok küldjétek |
| Plural   | III      | várjanak küldjenek                     | várják küldjék     |

Observații:
1. În gramaticile limbii maghiare se consideră că imperativul are desinențe pentru toate persoanele, în schimb nu se pomenește în ele de modul conjunctiv. Și imperativului, și conjunctivului din română le corespunde imperativul din maghiară.
2. La persoana a doua singular sunt două forme: una lungă și una scurtă. Forma scurtă exprimă un ordin mai puternic decât cea lungă.
3. Între ultima consoană a rădăcinii și marca imperativului j are loc deseori un fenomen de asimilare, după următoarele reguli:

– Dacă ultima consoană a rădăcinii este s, sz, z sau dz, aceasta asimilează total marca j: keres „caută” – keressek „să caut”, úszik „înoată” – ússzál „înoată!, să înoți”, néz „privește” – nézzen „el/ea să privească”, edz „se antrenează” – eddzünk „să ne antrenăm”.
– Dacă rădăcina se termină cu t
– precedat de o vocală scurtă, atunci t + j → ss: mutat „arată” – mutassatok „arătați!, să arătați”, vezet „conduce” – vezessenek „ei/ele să conducă”;
– precedat de o vocală lungă sau altă consoană decât s sau sz, atunci t + j → ts (pronunțat [t͡ʃ]): segít „ajută” – segítsek „să ajut”, tart „ține” – tarts(ál) „ține!, să ții”;
– precedat de s sau sz, atunci st + j → ss (fest „vopsește” – fessen „el/ea să vopsească”), respectiv szt + j → ssz: oszt „împarte” – osszunk „să împărțim”.
În afară de aceste asimilări redate în scris, au loc și asimilări care se manifestă numai în pronunțare: l + j → [jː] (öl „ucide” – öljetek „ucideți!, să ucideți”), n + j → [ɲ] (ken „unge” – kenjenek „ei/ele să ungă”), gy + j → [ɟ] (vágyik „îi este dor” – vágyjon „lui/ei să-i fie dor”), d + j → [ɟː] (ad „dă” – adj „dă!, să dai”).

### Formele nominale ale verbului
Formele care în gramaticile limbii române sunt numite moduri nepersonale sau nepredicative, în gramaticile limbii maghiare nu sunt considerate moduri, și se numesc forme nominale ale verbului.

#### Infinitivul
Marca infinitivului este -ni, adăugată la rădăcina verbului: beszél → beszélni „a vorbi”, akar → akarni „a vrea”, esik → esni „a cădea”. Dacă rădăcina se termină cu două consoane sau cu vocală lungă + t, marca infinitivului se adaugă cu ajutorul unei vocale de legătură: hall → hallani „a auzi”, dönt → dönteni „a decide”, állít → állítani „a afirma”, hűt → hűteni „a răci” (tranzitiv).
Infinitivul se folosește în general pentru a exprima o acțiune subordonată unui verb impersonal sau efectuată de același subiect care efectuează și acțiunea verbului regent, deși acțiunea subordonată poate fi exprimată și în acest caz de un mod personal (vezi Propoziția completivă de scop). Dacă infinitivul are funcția de subiect, există două situații:
- Dacă verbul este folosit într-un sens general, acțiunea nefiind efectuată de o persoană determinată, atunci se folosește forma de infinitiv ca atare: Felesleges tiltakozni „Este inutil să se protesteze”.
- Dacă acțiunea este efectuată de o persoană determinată, atunci infinitivul primește de regulă același sufix posesiv care se folosește și pentru obiectul posedat: Felesleges tiltakoznod „Este inutil să protestezi”. La persoanele I și a II-a singular și plural, sufixul posesiv se adaugă la marca infinitivului fără i, iar la persoana a III-a singular și plural la marca întreagă, cu ajutorul unei vocale de legătură:

| Număr    | Persoană | Exemple                                                   |
| -------- | -------- | --------------------------------------------------------- |
| Singular | I        | tudnom „să știu”, néznem „să privesc”, főznöm „să gătesc” |
| Singular | II       | tudnod, nézned, főznöd                                    |
| Singular | III      | tudnia, néznie, főznie                                    |
| Plural   | I        | tudnunk, néznünk, főznünk                                 |
| Plural   | II       | tudnotok, néznetek, főznetek                              |
| Plural   | III      | tudniuk, nézniük, főzniük                                 |

Infinitivul are câteva valori speciale:
- Infinitivul potențial corespunde construcției românești „se poate” + infinitiv: Innen látni a hegyeket „De aici se pot vedea munții”, Érezni a tavasz közeledtét „Se simte apropierea primăverii”.

- Infintivul poate exprima un ordin, deci să înlocuiască imperativul: Nyissd ki! „Deschide!” Nyissátok ki! „Deschideți!” (voi), Nyissa ki! „Deschideți!” (adresare politicoasă la singular) și Nyissák ki! „Deschideți!” (adresare politicoasă la plural) pot fi înlocuite cu Kinyitni!, care constituie un ordin mai categoric.

- Forma de infinitiv servește și la accentuarea ideii exprimate de același verb la un mod personal, cu o nuanță concesivă, ceea ce în română se exprimă cu modul supin: Olvasni olvas, de nem érti a szöveget „De citit citește, dar nu înțelege textul”.

#### Participiul

##### Prezent
Acest timp al participiului se formează cu sufixul -ó/-ő adăugat la rădăcina/tema verbului: olvasó „care citește”, néző „care privește”.
Rădăcinile unor verbe se scurtează la participiul prezent: mosolyog „zâmbește” → mosolygó „care zâmbește”, érdemel „merită” → érdemlő „care merită”.
Principala neregularitate în formarea participiului prezent este înlocuirea consoanei finale a rădăcinii unor verbe cu v: jön „vine” → jövő „care vine”, iszik „bea” → ivó „care bea”.
Valorile participiului prezent:
- Cu valoare verbală, participiul prezent corespunde în română cu construcția „care” cu funcție de subiect + o formă temporală a indicativului, persoana a III-a: Látod azt a zenét hallgató fiút? „Îl vezi pe băiatul acela care ascultă muzică?”

- Forma de participiu prezent a majorității verbelor se folosește și ca substantiv nume de agent (Kedves hallgatóim! „Dragi ascultători!”) sau ca adjectiv: Szórakoztató könyvet olvasok „Citesc o carte distractivă”.

- Participiul prezent al verbelor potențiale are valoare de adjectiv: várhat „poate să aștepte” → várható „previzibil(ă)”: a várható időjárás „timpul probabil”.

##### Trecut
Forma acestui timp al participiului este în general aceeași cu a indicativului trecut, persoana a treia singular, și are valoare adjectivală: a múlt században épített templom „biserica construită în secolul trecut”.

##### Viitor
Acest timp se formează de la rădăcina verbului, cu sufixul -andó/-endő, are valoare adjectivală și exprimă o acțiune care este necesar sau obligatoriu să fie efectuată, ceea ce îl face să corespundă deseori cu supinul românesc: alkalmazandó szabályok „reguli de aplicat”, követendő példa „exemplu de urmat”, Használat előtt felrázandó „A se scutura înainte de întrebuințare”.
De regulă se pot pune la participiu viitor verbele tranzitive, dar și unele intranzitive pot avea această formă: marad „rămâne” → maradandó „durabil(ă)”, romlik „se strică” → romlandó „perisabil(ă)”.

#### Gerunziul
Gerunziul se formează cu sufixul -va/-ve: mosolyogva „zâmbind”, érezve „simțind”.
În general, gerunziul verbelor intranzitive are sens activ: Ülve dolgozik „Lucrează șezând”. Cel al verbelor tranzitive poate fi activ (A hírt olvasva felkiáltott „Citind știrea, a scos un strigăt”) sau pasiv: Megsózva kéred a sültkrumplit? „Vrei cartofii prăjiți sărați?”
Construcția gerunziului cu verbul van „este” corespunde construcției din română cu diateza pasivă fără complement de agent: A kérdés meg van oldva „Chestiunea este rezolvată”.

### Câteva verbe neregulate
van „este”
Indicativ prezent: vagyok, vagy, van, vagyunk, vagytok, vannak
trecut: voltam etc.
viitor: leszek, leszel, lesz, leszünk, lesztek, lesznek
Condițional prezent: volnék, volnál etc. sau lennék, lennél etc.
trecut: lettem volna etc.
Imperativ: legyek, legyél / légy etc.
Infinitiv: lenni
Participiu prezent: való sau levő
viitor: leendő
Gerunziu: lévén
Observații:
1. Paradigma acestui verb conține forme supletive. Este alcătuită din formele a două verbe: van și lesz, care la condițional prezent constituie sinonime. La participiul prezent, cele două forme nu se pot înlocui una cu alta: való se folosește mai mult cu valoare adjectivală (kenyérnek való liszt „făină pentru pâine”), iar levő corespunde în română cu predicatul unei propoziții atributive: a szobában levő szekrény „dulapul care este în cameră”.
2. Verbul lesz are și sensul „devine”, cu formele de trecut lettem, lettél etc.
3. Formele de persoana a treia nu se pun la negativ cu nem. Ca formă negativă se folosește verbul defectiv nincs(en) „nu este”, nincsenek „nu sunt”.
4. Prin formele leszek etc., verbul van/lesz este singurul care nu are viitorul format cu verb auxiliar.
5. Acest verb este singurul care se folosește numai cu o formă arhaică de gerunziu, cu sufixul -ván/-vén.

megy „merge”
Indicativ prezent: megyek, mész, megy, megyünk, mentek, mennek
trecut: mentem etc.
Condițional prezent: mennék, mennél etc.
Imperativ: menjek etc.
Infinitiv: menni
Participiu prezent: menő
Gerunziu: menve
jön „vine”
Indicativ prezent: jövök, jössz, jön, jövünk, jöttök, jönnek
trecut: jöttem etc.
Condițional prezent: jönnék, jönnél etc.
Imperativ: jöjjek, jöjj / gyere, jöjjön, jöjjünk / gyerünk, jöjjetek / gyertek, jöjjenek
Infinitiv: jönni
Participiu prezent: jövő
Gerunziu: jőve
Observație: Forma jöjj este folosită în registrul de limbă elevat. În registrul curent i se preferă gyere.
Alte verbe neregulate:
| Mod/Formă nominală și timp | tesz „pune, face”          | vesz „ia”                  | hisz „crede”            | visz „duce”         | eszik „mănâncă”   | iszik „bea”       | alszik „doarme”         | fekszik „stă culcat(ă)”   |
| -------------------------- | -------------------------- | -------------------------- | ----------------------- | ------------------- | ----------------- | ----------------- | ----------------------- | ------------------------- |
| Indicativ trecut           | tettem etc.                | vettem etc.                | hittem etc.             | vittem etc.         | ettem etc.        | ittam etc.        | aludtam etc.            | feküdtem etc.             |
| Condițional prezent        | tennék, tennél etc.        | vennék, vennél etc.        | hinnék, hinnél etc.     | vinnék, vinnél etc. | ennék, ennél etc. | innék, innál etc. | aludnék, aludnál etc.   | feküdnék, feküdnél etc.   |
| Imperativ                  | tegyek, tegyél / tégy etc. | vegyek, vegyél / végy etc. | higgyek, higgy(él) etc. | vigyek, vigyél etc. | egyek, egyél etc. | igyak, igyál etc. | aludjak, aludj(ál) etc. | feküdjek, feküdj(él) etc. |
| Infinitiv                  | tenni                      | venni                      | hinni                   | vinni               | enni              | inni              | aludni                  | feküdni                   |
| Participiu prezent         | tevő                       | vevő                       | hívő                    | vivő                | evő               | ivó               | alvó                    | fekvő                     |
| Gerunziu                   | téve                       | véve                       | híve                    | víve                | –                 | –                 | alva                    | fekve                     |